# Associação dos Metalúrgicos Aposentados de Ipatinga

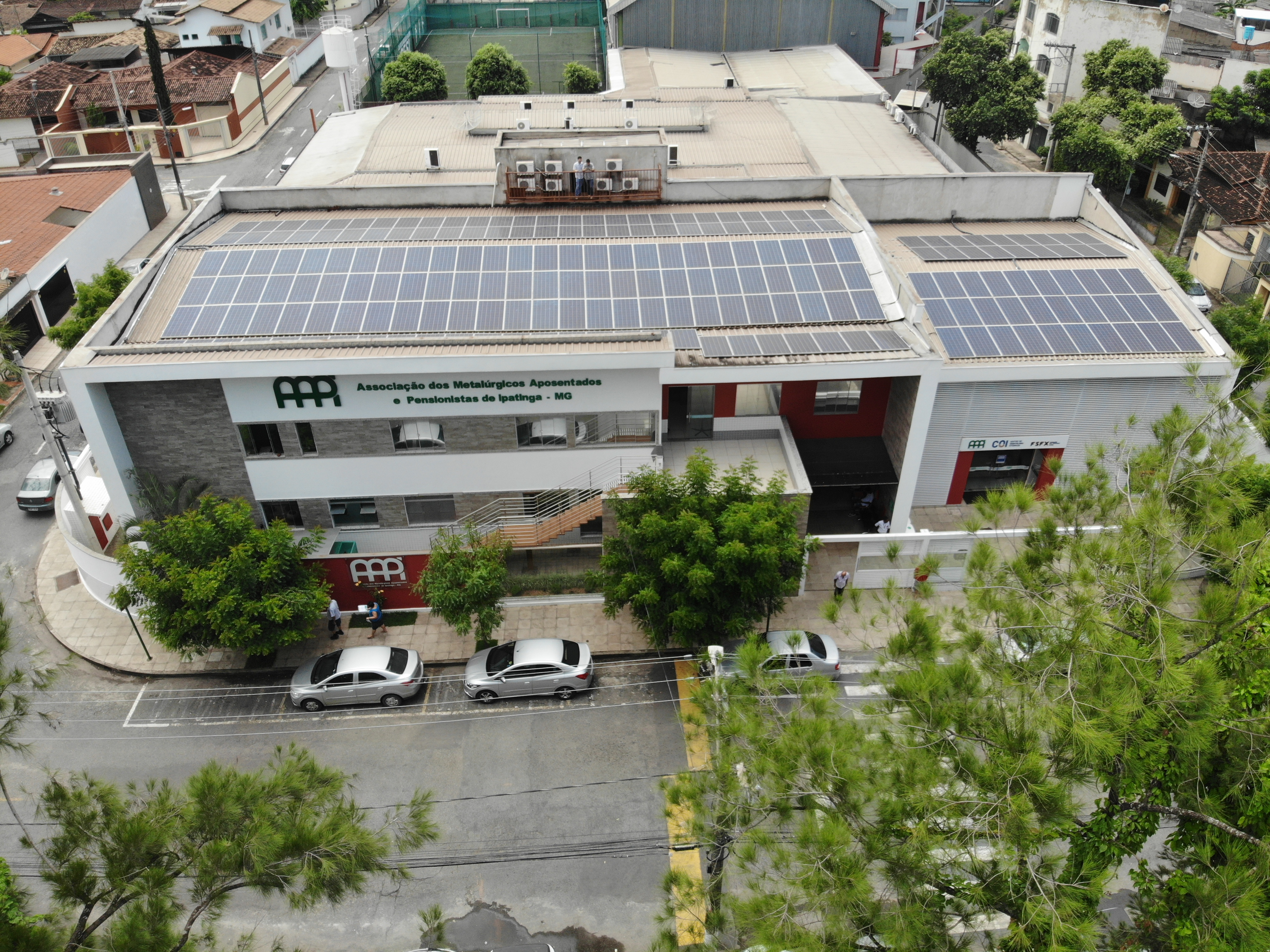
A sede também funciona como uma unidade de saúde

A Associação dos Metalúrgicos Aposentados e Pensionistas de Ipatinga (AAPI) é uma organização sem fins econômicos fundada em 6 de setembro de 1980. Em princípio, apenas aposentados do sistema Usiminas eram aceitos na entidade. Posteriormente, abriu o quadro associativo para demais aposentados de outras categorias.
Em 2018, passou a admitir também não aposentados, na categoria Premium, ampliando o número de associados para mais de 30 mil titulares e alcançando com seus benefícios cerca de 100 mil vidas.

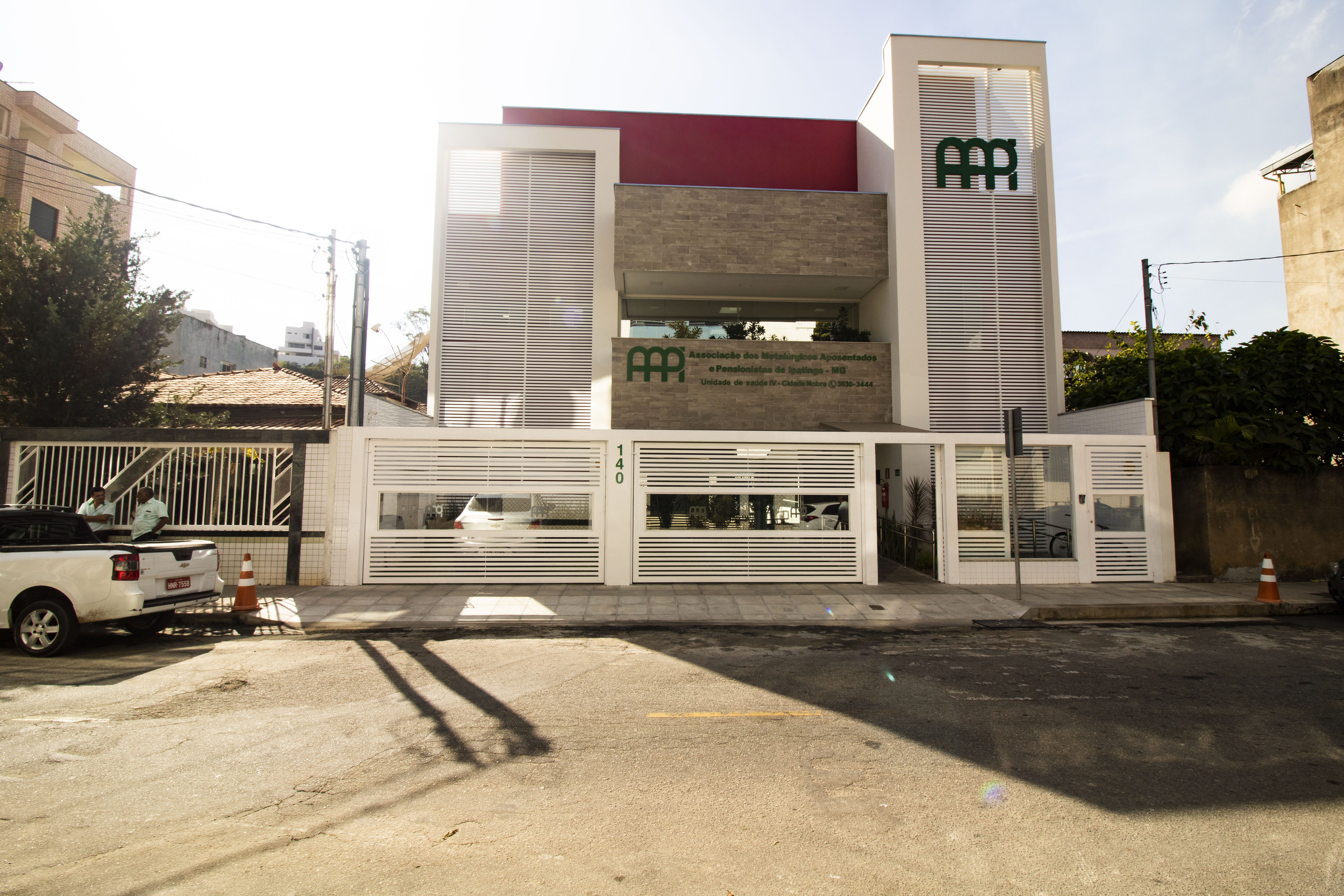
São seis unidades de saúde na região do Vale do Aço (MG)

Localizada na cidade de Ipatinga (MG) a entidade possui unidades de saúde também em Coronel Fabriciano (MG), Belo Oriente (MG) e Ipaba (MG). A AAPI oferece aos associados benefícios tais como consultas médicas gratuitas, convênios com diversas áreas como educação, seguros e assistência funerária, além de atividades de lazer e turismo. A AAPI promove uma série de eventos para os associados, dentre eles a Semana do Aposentado.
A entidade é filiada à Federação das Associações dos Aposentados de Minas Gerais (FAP/MG) e participa ativamente das discussões e debates a respeito das pessoas idosas.

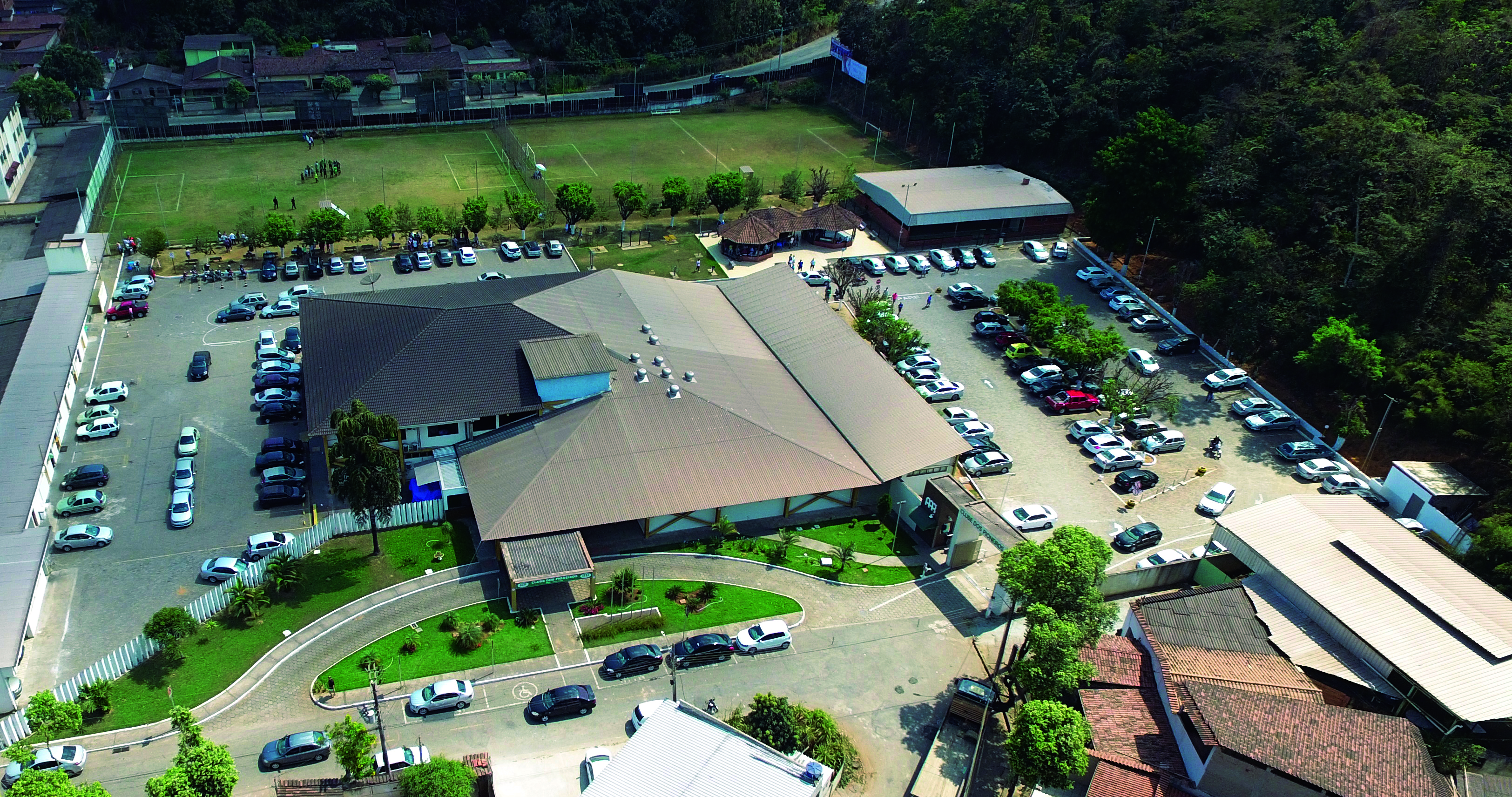
Clube onde são realizados eventos, cursos e atividades para associados

No clube dos pioneiros (Ipatinga/MG), a entidade mantém atividades esportivas, oferece cursos gratuitos e uma estrutura de lazer.  Trata-se de um espaço utilizado predominantemente pelas pessoas idosas, como alternativa para vivenciar o dia a dia desta fase da vida.  No total 12 presidentes já foram eleitos na associação e atualmente, a gestão 2022 - 2026 é de responsabilidade de Joaquim Cândido Ferreira.
A previsão é de inaugurar em breve mais uma unidade de saúde, desta vez em Santa do Paraíso (MG), no bairro Cidade Nova.

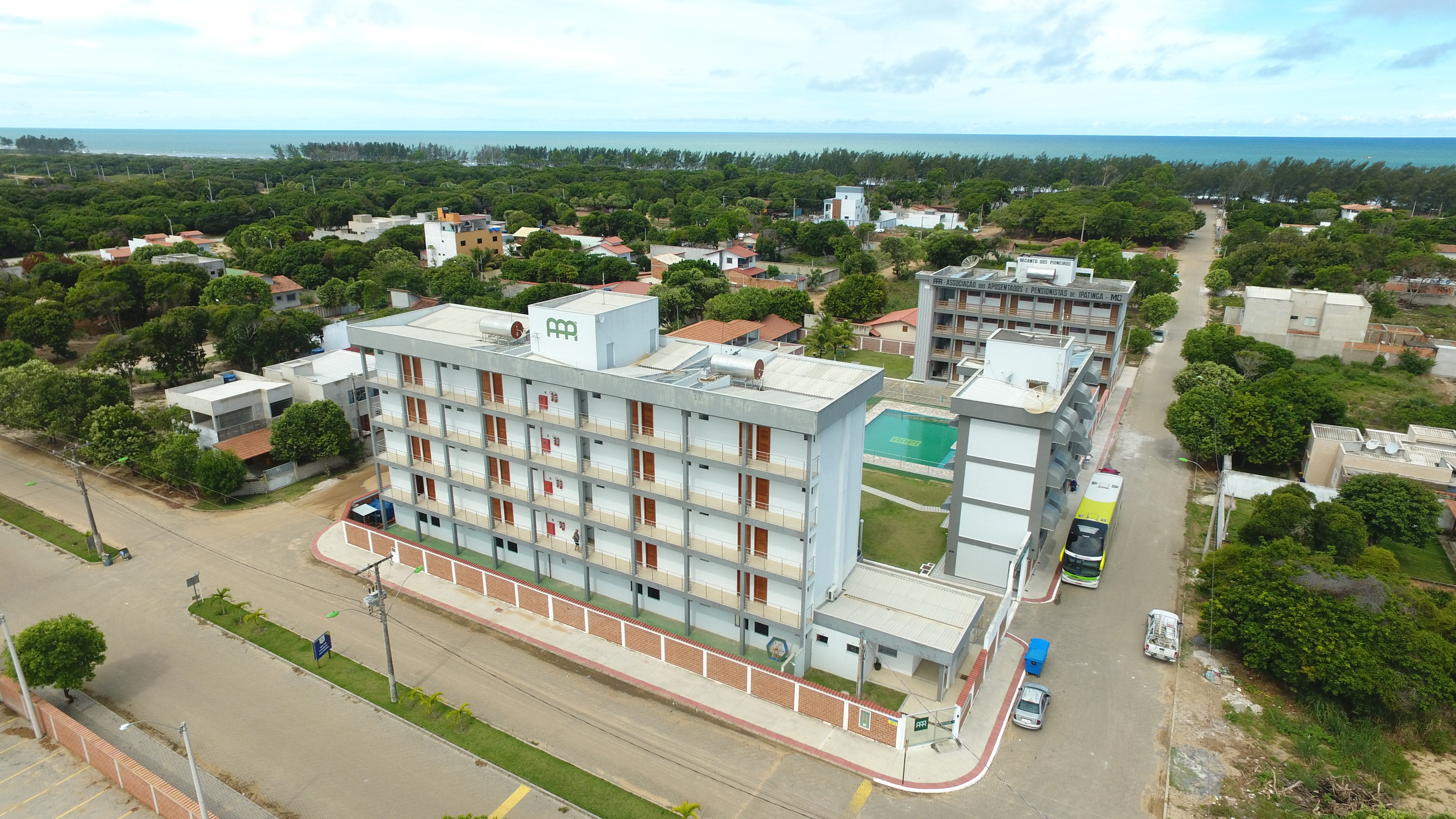
Local destinado a turismo dos associados. Guriri (ES)

A AAPI também é conhecida por seu Recanto dos Pioneiros, localizado em Guriri, Espírito Santo, onde os associados podem se hospedar gratuitamente.
Esta é uma associação com marca registrada no INPI com o registro de marca AAPI em vigor.